# Тауранга

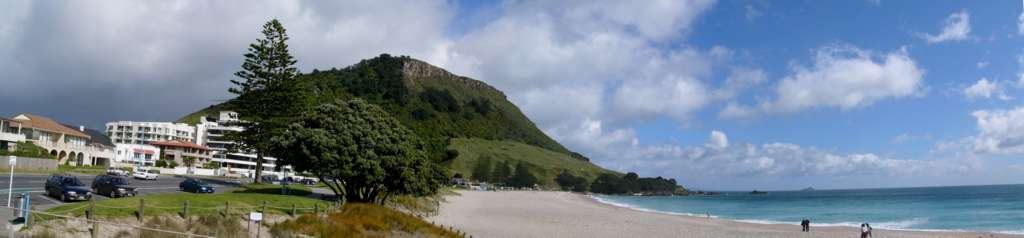
Городские места отдыха

Таура́нга (англ. Tauranga, маори Tauranga-moana) — город на Острове Северный в Новой Зеландии, центр региона Бей-оф-Пленти (англ. Bay of Plenty).
По данным переписи населения 2013 году население города составляет 114 789 человек, ещё 101 200 проживает в окрестностях и в прилегающих населённых пунктах — это делает его 6 городом в стране по размерам городского населения и самым быстрорастущим городом страны. Название города (маори: Tauranga) может быть переведено с языка коренного населения страны как «защищённая бухта» и было дано ещё самым первым поселениям маори в этих местах.
Климат и географическое расположение делают туризм и сельское хозяйство основными индустриями региона. Город является одним из наиболее популярных мест отдыха новозеландцев в летний период. Расположенные в округе плантации киви и предприятия по его переработке позволили называть этот регион «мировой столицей киви».
Расположенный в городе порт является крупнейшим в стране по объёму импорта.
В городе базируются филиалы нескольких национальных университетов.
С 1931 по 1943 год в городе жила Хильда Хьюлетт с семьёй — она известна тем, что стала первой женщиной в Великобритании, получившей официальную лицензию пилота в 1911 году.
По итогам выборов 2024 года из трёх главных кандидатов, Махе Драйсдейла, Рии Холл и Грега Браунлесса, новым мэром города был назначен Драйсдейл.

## Климат
Климат океанический, влажный. Среднее годовое количество осадков — 1293 мм.
| Показатель                    | Янв. | Фев. | Март | Апр. | Май  | Июнь | Июль | Авг. | Сен. | Окт. | Нояб. | Дек. | Год  |
| ----------------------------- | ---- | ---- | ---- | ---- | ---- | ---- | ---- | ---- | ---- | ---- | ----- | ---- | ---- |
| Средний суточный максимум, °C | 23,5 | 23,5 | 22,2 | 19,9 | 16,9 | 14,8 | 14,2 | 14,8 | 16,3 | 17,9 | 19,8  | 21,6 | 18,8 |
| Средняя температура, °C       | 19,5 | 19,6 | 18,4 | 16,0 | 13,1 | 11,1 | 10,4 | 11,1 | 12,6 | 14,3 | 16,1  | 17,9 | 15,0 |
| Средний суточный минимум, °C  | 15,6 | 15,7 | 14,6 | 12,1 | 9,3  | 7,4  | 6,5  | 7,5  | 9,0  | 10,7 | 12,5  | 14,1 | 11,3 |
| Норма осадков, мм             | 87   | 82   | 135  | 96   | 110  | 133  | 122  | 126  | 113  | 88   | 87    | 114  | 1293 |
| Источник: World Climate       |      |      |      |      |      |      |      |      |      |      |       |      |      |